# Lijst van rijksmonumenten in Warfhuizen
De plaats Warfhuizen telt 12 inschrijvingen in het rijksmonumentenregister; hieronder een overzicht. 
| Object                                                                                    | Oorspronkelijke functie? | Bouwjaar                 | Architect | Locatie                | Coördinaten?                  | Nr.?   | Afbeelding        |
| ----------------------------------------------------------------------------------------- | ------------------------ | ------------------------ | --------- | ---------------------- | ----------------------------- | ------ | ----------------- |
| Voormalige Hervormde kerk en toren                                                        | Kerk en kerkonderdeel    | 1798 (toren) 1858 (kerk) |           | Baron van Asbeckweg 13 | 53° 20' 34" NB, 6° 25' 29" OL | 24010  | Meer afbeeldingen |
| Pand met omlijste ingang onder schilddak                                                  | Woonhuis                 | 1850-1900                |           | Baron van Asbeckweg 17 | 53° 20' 32" NB, 6° 25' 31" OL | 24011  | Meer afbeeldingen |
| Deels onderkelderd pand met omlijste deur onder schilddak met hoekschoorstenen            | Boerderij                | 1850-1900                |           | Baron van Asbeckweg 25 | 53° 20' 30" NB, 6° 25' 32" OL | 24012  | Meer afbeeldingen |
| Pand onder breed schilddak met halfrond omlijste ingang en dienstingang in zijgevel       | Woonhuis                 | 1850-1900                |           | Baron van Asbeckweg 29 | 53° 20' 29" NB, 6° 25' 32" OL | 24013  | Meer afbeeldingen |
| Hervormde pastorie                                                                        | Woonhuis                 | 1850-1900                |           | Baron van Asbeckweg 4  | 53° 20' 38" NB, 6° 25' 29" OL | 24014  | Meer afbeeldingen |
| Deels onderkelderd pand met omlijste ingang onder dwars zadeldak met wolfseinden          | Werk-woonhuis            | ca. 1870                 |           | Baron van Asbeckweg 42 | 53° 20' 28" NB, 6° 25' 34" OL | 24017  | Meer afbeeldingen |
| Pand met halfrond gesloten ingangsomlijsting onder dwars zadeldak met wolfseinden         | Werk-woonhuis            |                          |           | Baron van Asbeckweg 44 | 53° 20' 27" NB, 6° 25' 34" OL | 24018  | Meer afbeeldingen |
| Ter Borg                                                                                  | Boerderij                | 1789                     |           | Roodehaansterweg 2     | 53° 20' 6" NB, 6° 25' 46" OL  | 24019  | Meer afbeeldingen |
| Pand met omlijste ingang onder schilddak met hoekschoorstenen                             | Werk-woonhuis            | 1850-1900                |           | Vaart Westzijde 6      | 53° 20' 27" NB, 6° 25' 29" OL | 24020  | Meer afbeeldingen |
| Pand met omlijste ingang onder schilddak met hoekschoorstenen                             | Woonhuis                 | 1850-1900                |           | Vaart Westzijde 18     | 53° 20' 27" NB, 6° 25' 26" OL | 24021  | Meer afbeeldingen |
| Pand met omlijste ingang en oorspronkelijke deur en zesruitsvensters onder schilddak      | Werk-woonhuis            | 1850-1900                |           | Vaart Westzijde 20     | 53° 20' 28" NB, 6° 25' 26" OL | 24022  | Meer afbeeldingen |
| Voorm. rentenierswoning in ambachtelijk-traditionele stijl met hals en aangebouwde schuur | Woonhuis                 | 1864                     |           | Baron van Asbeckweg 57 | 53° 20' 21" NB, 6° 25' 25" OL | 509503 | Meer afbeeldingen |